# Turn Around (bài hát của Conor Maynard)
"Turn Around" là một ca khúc của nam ca sĩ người Anh Conor Maynard hợp tác với nam ca sĩ/nhạc sĩ, nhà sản xuất người Mỹ Ne-Yo, có trong album phòng thu đầu tay của Maynard, Contrast (2012). Ca khúc được chọn làm đĩa đơn thứ ba của album, và được phát hành vào ngày 8 tháng 10 năm 2012. "Turn Around" được sáng tác bởi Chris Brown, Mikkel S. Eriksen, Tor Erik Hermansen, Benjamin Levin, Shaffer Smith và được sản xuất bởi Stargate, Benny Blanco, Plan J.

## Video âm nhạc
Video âm nhạc cho "Turn Around" được phát hành đầu tiên trên YouTube vào ngày 9 tháng 9 năm 2012, với tổng độ dài là bốn phút và ba giây. Video được quay ở Los Angeles, California và được đạo diễn bởi Colin Tilley.

## Danh sách ca khúc
| Tải kỹ thuật số | Tải kỹ thuật số | Tải kỹ thuật số |
| STT             | Nhan đề         | Thời lượng      |
| --------------- | --------------- | --------------- |
| 1.              | "Turn Around"   | 3:53            |

| EP Remix kỹ thuật số | EP Remix kỹ thuật số                  | EP Remix kỹ thuật số |
| STT                  | Nhan đề                               | Thời lượng           |
| -------------------- | ------------------------------------- | -------------------- |
| 1.                   | "Turn Around"                         | 3:53                 |
| 2.                   | "Turn Around (DADA Edit)"             | 3:52                 |
| 3.                   | "Turn Around (Dave Aude Radio)"       | 4:05                 |
| 4.                   | "Turn Around (Marc MacRowland Remix)" | 5:02                 |
| 5.                   | "Turn Around (The Arcade Remix)"      | 3:59                 |
| 6.                   | "Starships (BBC Live Version)"        | 3:22                 |

## Tham gia thực hiện
- Hát chính – Conor Maynard
- Sản xuất – Stargate, Benny Blanco, Plan J
- Sáng tác – Mikkel S. Eriksen, Tor Erik Hermansen, Benjamin Levin, Shaffer Smith
- Hãng đĩa: Parlophone

## Xếp hạng
| Bảng xếp hạng (2012)            | Vị trí cao nhất |
| ------------------------------- | --------------- |
| Bỉ (Ultratip Flanders)          | 11              |
| Bỉ (Ultratip Wallonia)          | 42              |
| Đan Mạch (Tracklisten)          | 33              |
| Đức (GfK)                       | 76              |
| Ireland (IRMA)                  | 14              |
| Japan (Billboard Japan Hot 100) | 17              |
| Hà Lan (Single Top 100)         | 91              |
| New Zealand (Recorded Music NZ) | 28              |
| Slovakia (Rádio Top 100)        | 32              |
| Anh Quốc (OCC)                  | 8               |

## Lịch sử phát hành
| Quốc gia | Ngày                 | Định dạng             | Hãng đĩa        |
| -------- | -------------------- | --------------------- | --------------- |
| Anh      | 11 tháng 10 năm 2012 | Tải kỹ thuật số       | Parlophone      |
| Mỹ       | 30 tháng 10 năm 2012 | Đài phát thanh Top 40 | Capitol Records |